# Витебское сельское поселение
Витебское се́льское поселе́ние — муниципальное образование в Подгоренском районе Воронежской области Российской Федерации.
Административный центр — хутор Витебск.

## География
Поселение расположено в юго-восточной части Подгоренского района на правом берегу реки Дон.
Географически территория Витебского поселения достаточно удалена от пгт Подгорное. Географически местность не совсем удобно расположена по отношению к путям сообщения. Плодородная земля и богатые урожаи — это неотъемлемая часть данной территории.
Поселение пересекает трассировка дороги XIX века Павловск-Белогорье-Россошь. Населенные пункты группируются вдоль берега реки Дон: Басовка, Украинская Буйловка, Ярцев, Кувшин и вдоль дороги: Саприно, Витебск.

## Население
| 2010 | 2013 | 2014 | 2015 | 2016 | 2017 | 2018 |
| ---- | ---- | ---- | ---- | ---- | ---- | ---- |
| 744  | ↘695 | ↘678 | ↘646 | ↘623 | ↘597 | ↘583 |

## Состав сельского поселения
| № | Населённый пункт    | Тип населённого пункта        | Население |
| - | ------------------- | ----------------------------- | --------- |
| 1 | Басовка             | село                          | 33        |
| 2 | Витебск             | хутор, административный центр | 215       |
| 3 | Красный             | хутор                         | 0         |
| 4 | Кувшин              | хутор                         | ↘45       |
| 5 | Саприно             | село                          | ↘447      |
| 6 | Украинская Буйловка | село                          | ↘1        |

## Культура
На территории поселения расположено 10 объектов культурного наследия, в том числе 6 выявленных объектов археологии.